# خلود أحمد
خلود أحمد ممثلة حاصلة على الجنسية القطرية تبعًا لزوجها، كانت بدايتها بعام 2015 عندما شاركت في مسلسلين أحدهما إماراتي والآخر كويتي.

## أعمالها

### المسلسلات
- 2015: عام الجمر.
- 2015: النور.
- 2016: الحرب العائلية الأولى.
- 2017: مسرحية ديرة العز.
- 2018: عمود البيت.
- 2018: دار الزين.
- 2018: الحرب العائلة الثانية
- 2018: الحرب العائلية الثالثة
- 2018: برنامج برودكاست.
- 2019: الجار.
- 2020: العمر مرة.
- 2020: أخيرا تقاعدت.